# Maroa (Venezuela)
Maroa ist ein Dorf in Venezuela. Es ist Verwaltungssitz des gleichnamigen Municipio Maroa, im Bundesstaat Amazonas.
Es wurde am 19. September 1760 vom Cazique Maruwa unter Leitung des Spaniers Nicolás Guerrero gegründet.